# There She Goes
«There She Goes» (Ahí va ella) es una canción escrita por el vocalista/guitarrista Lee Mavers y grabada inicialmente con su banda, The La's. La estructura de la canción es simple y no contiene versos, únicamente un coro sencillo repetido cuatro veces.
La primera versión de la canción fue lanzada en 1988 y nuevamente el 2 de enero de 1989, pero no logró aparecer en las listas. Poco después la melodía fue remezclada por Steve Lillywhite en 1990 para la inclusión en el álbum debut de la banda. Esta versión fue lanzada como sencillo el 22 de octubre de 1990, alcanzando la posición número 13 en las listas británicas.

## Músicos
Version de 1988
- Lee Mavers: voz principal y coros, guitarra acústica
- John Powers: bajo y coros
- John Byrne: guitarra eléctrica
- Chris Sharrock: batería y pandereta

Version de 1990
- Lee Mavers: voz principal y coros, guitarra acústica
- John Powers: bajo y coros
- Peter Camell: guitarra eléctrica
- Neil Mavers: batería y matraca